# Pattonomys occasius
Pattonomys occasius е вид бозайник от семейство Бодливи плъхове (Echimyidae).

## Разпространение
Видът е разпространен в Еквадор и Перу.